# Campeonato Mundial de Patinaje Artístico sobre Hielo de 1995
El LXXXV Campeonato Mundial de Patinaje Artístico se realizó en Birmingham (Reino Unido) entre el 7 y el 11 de marzo de 1995 bajo la organización de la Unión Internacional de Patinaje sobre Hielo (ISU) y la Federación Nacional del Reino Unido de Patinaje sobre Hielo. 
Las competiciones se efectuaron en las instalaciones del National Exhibition Centre de la ciudad inglesa. 

## Resultados

### Masculino
| Puesto | Nombre             | País           | Puntos |
| ------ | ------------------ | -------------- | ------ |
| Oro    | Elvis Stojko       | Canadá         | 2,0    |
| Plata  | Todd Eldredge      | Estados Unidos | 2,5    |
| Bronce | Philippe Candeloro | Francia        | 5,5    |

### Femenino
| Puesto | Nombre       | País           | Puntos |
| ------ | ------------ | -------------- | ------ |
| Oro    | Chen Lu      | China          | 2,5    |
| Plata  | Surya Bonaly | Francia        | 4,0    |
| Bronce | Nicole Bobek | Estados Unidos | 4,5    |

### Parejas
| Puesto | Nombre                            | País            | Puntos |
| ------ | --------------------------------- | --------------- | ------ |
| Oro    | Radka Kovaříková / René Novotný   | República Checa | 1,5    |
| Plata  | Yevgenia Shishkova / Vadim Naumov | Rusia           | 3,5    |
| Bronce | Jenni Meno / Todd Sand            | Estados Unidos  | 5,5    |

### Danza en hielo
| Puesto | Nombre                            | País      | Puntos |
| ------ | --------------------------------- | --------- | ------ |
| Oro    | Oxana Grishuk / Yevgeni Platov    | Rusia     | 2,0    |
| Plata  | Susanna Rahkamo / Petri Kokko     | Finlandia | 4,0    |
| Bronce | Sophie Moniotte / Pascal Lavanchy | Francia   | 6,0    |

## Medallero
| Núm. | País            | Oro | Plata | Bronce | Total |
| ---- | --------------- | --- | ----- | ------ | ----- |
| 1    | Rusia           | 1   | 1     | 0      | 2     |
| 2    | Canadá          | 1   | 0     | 0      | 1     |
| 2    | China           | 1   | 0     | 0      | 1     |
| 2    | República Checa | 1   | 0     | 0      | 1     |
| 5    | Estados Unidos  | 0   | 1     | 2      | 3     |
| 5    | Francia         | 0   | 1     | 2      | 3     |
| 7    | Finlandia       | 0   | 1     | 0      | 1     |
|      | TOTAL           | 4   | 4     | 4      | 12    |

| Predecesor: Japón 1994 | Campeonato Mundial de Patinaje Artístico sobre Hielo 1995 | Sucesor: Canadá 1996 |

- Datos: Q370666